# Barbara Eve Harris
Barbara Eve Harris (geborene Barbara Evadney Reid-Hibbert; 8. März 1959 in Tobago) ist eine kanadische Schauspielerin, die durch diverse TV-Rollen bekannt wurde. Ihre bekannteste Rolle ist die der FBI-Agentin Felicia Lang in Prison Break.

## Leben und Karriere
Harris wurde in Tobago als Kind jamaikanischer Eltern geboren und wanderte im Alter von 6 Jahren mit ihrer Familie nach Kanada aus. Sie hatte mehr als 60 Fernsehauftritte und spielte in mehreren Filmen Nebenrollen.
Harris spielte in der kanadischen Dramareihe Side Effects – Nebenwirkungen von 1994 bis 1996 die Hauptrolle. Für diese Leistung wurde sie für den Gemini Award für die beste Leistung einer Schauspielerin in einer ständigen Drama-Rolle nominiert. Im amerikanischen Fernsehen hatte sie Gastauftritte in Unter der Sonne Kaliforniens, Party of Five, The West Wing – Im Zentrum der Macht, Practice – Die Anwälte, CSI: Miami, Emergency Room – Die Notaufnahme, JAG – Im Auftrag der Ehre, Welcome, Mrs. President, Private Practice, Brothers & Sisters, Criminal Minds, Navy CIS, Rizzoli & Isles und Revenge. Sie ist auch in mehreren Fernsehfilmen wie Eine Frau auf der Flucht – Die Lawrencia Bembenek Story (1993), Geschändet hinter Gittern (1994) und Verraten & verkauft (1996) zu sehen.
Harris hatte die wiederkehrende Rolle der FBI-Agentin Felicia Lang in der FOX-Dramaserie Prison Break von 2006 bis 2009 und später erschien sie in Prison Break: Ein letzter Schritt zur Freiheit. Von 2011 bis 2012 hatte sie eine andere wiederkehrende Rolle in CSI: Vegas als Sheriff Sherry Linston. Außerdem spielte sie in den Filmen Jenseits der Unschuld (1993), Critical Care (1997), Lost in Toronto (2001), Ignition – Tödliche Zündung (2002), The Midnight Meat Train (2008), The Amazing Spider-Man (2012) und Zeit zu leben (2012) mit.
2014 wurde Harris als Lt. Marcia Roarke in der Dramaserie Forever von ABC engagiert. Wenig später wurde Harris entlassen und Lorraine Toussaint ersetzte sie in der Rolle als Leutnant.

## Filmografie (Auswahl)

### Filme
- 1985: Spion im Bett (Secret Weapons, Fernsehfilm)
- 1985: Night Magic
- 1993: Jenseits der Unschuld (Guilty as Sin)
- 1993: Eine Frau auf der Flucht – Die Lawrencia Bembenek Story (Woman on the Run: The Lawrencia Bembenek Story, Fernsehfilm)
- 1994: Geschändet hinter Gittern (Against Their Will: Women in Prison, Fernsehfilm)
- 1996: Verraten & verkauft (Captivate Heart: The James Mink Story, Fernsehfilm)
- 1997: Im Dschungel gefangen (Dead Man Can’t Dance)
- 1997: Critical Care
- 1997: Power in Vaters Schuhen (In His Father’s Shoes, Fernsehfilm)
- 1999: Nightmare Man
- 2001: Lost in Toronto (Picture Claire)
- 2002: Ignition – Tödliche Zündung (Ignition)
- 2002: Time for Dancing – Gib die Hoffnung niemals auf! (A Time for Dancing)
- 2008: The Midnight Meat Train
- 2009: Prison Break: Ein letzter Schritt zur Freiheit (Prison Break: The Final Break)
- 2012: The Amazing Spider-Man
- 2012: Zeit zu leben (People Like Us)
- 2013: No Ordinary Hero: The SuperDeafy Movie
- 2015: Welcome To Forever (Kurzfilm)
- 2015: Born to be Blue
- 2017: Transformers: The Last Knight
- 2019: The Body Remembers When the World Broke Open

### Fernsehserien
- 1990: Unter der Sonne Kaliforniens (Knots Landing, eine Folge)
- 1994–1996: Side Effects – Nebenwirkungen (Side Effects, 29 Folgen)
- 1998: Outer Limits – Die unbekannte Dimension (The Outer Limits, eine Folge)
- 1999: Party of Five (2 Folgen)
- 2001: The West Wing – Im Zentrum der Macht (The West Wing, eine Folge)
- 2002: Practice – Die Anwälte (The Practice, eine Folge)
- 2003: CSI: Miami (eine Folge)
- 2003: Emergency Room – Die Notaufnahme (ER, 3 Folgen)
- 2004: JAG – Im Auftrag der Ehre (JAG, 2 Folgen)
- 2005–2006: Welcome, Mrs. President (Commander in Chief, 2 Folgen)
- 2006: 10.5 – Apokalypse (10.5: Apocalypse, 2 Folgen)
- 2006–2009: Prison Break (19 Folgen)
- 2007: Private Practice (eine Folge)
- 2007: Brothers & Sisters (eine Folge)
- 2008: Criminal Minds (eine Folge)
- 2011–2012: CSI: Vegas (CSI: Crime Scene Investigation, 5 Folgen)
- 2012, 2014: Rizzoli & Isles (2 Folgen)
- 2013: Navy CIS (NCIS, Folge 11x03)
- 2014: Forever (eine Folge)
- 2014: Switched at Birth (Folge 3x21)
- 2015: Revenge (Folge 4x19)
- 2015: How to Get Away with Murder (Folgen 2x01–2x02)
- 2015–2017: Chicago P.D. (6 Folgen)
- 2016: Bosch (Folge 2x03)
- 2016: Rogue (Folge 3x14)
- 2016: Chicago Fire (2 Folgen)
- 2016: Supernatural (Folge 11x22)
- 2018: The Crossing (4 Folgen)
- 2018: Sharp Objects (7 Folgen)
- 2019: Magnum P.I. (Folge 2x04)
- 2020: Messiah (9 Folgen)
- 2023: Fubar (Fernsehserie)